# Mick Brown
Mick Brown (8 de septiembre de 1956) es un músico estadounidense, popular por haber sido baterista de las bandas Dokken, Lynch Mob, Ted Nugent y Xciter.

## Carrera
Brown es uno de los fundadores de Dokken y es conocido por los fanáticos de la banda como "Wild Mick" Brown. Fue baterista de Ted Nugent en su disco de 2006 Unleash the Beast Global ScorchTour, y en la gira del año siguiente.
Formó parte de Hear n' Aid, un proyecto liderado por Ronnie James Dio que se encargaba de recoger fondos para mitigar el hambre en África, y que reunía en una sola causa a muchos de los músicos de metal más reconocidos de los ochenta, incluyendo a sus entonces compañeros en Dokken, George Lynch y Don Dokken, y a otros como Rob Halford de Judas Priest, Kevin DuBrow de Quiet Riot y Dave Murray/Adrian Smith de Iron Maiden.